# Cruz de São Jorge (Federação da Rússia)
A Insígnia da Ordem de São Jorge — a Cruz de São Jorge (em russo: Знак отличия ордена Святого Георгия — Гео́ргиевский крест; romaniz.: Znak otlichiya ordena Svyatogo Georgiya — Georgiyevskiy krest) é uma condecoração estatal da Federação da Rússia.
Foi instituída originalmente pelo imperador Alexandre I em 25 de fevereiro de 1807 como uma distinção para premiar soldados e sargentos do Exército Imperial Russo por bravura em combate, sendo incorporada à Ordem de São Jorge. Inicialmente possuía apenas uma classe, mas a partir de 19 de março de 1856 passou a contar com quatro. Em 1913, recebeu oficialmente o nome de Cruz de São Jorge, com a definição das cores de sua fita — três listras pretas e duas laranjas. Em 24 de junho de 1917, passou a poder ser concedida também a oficiais, mediante decisão dos soldados ou marinheiros da unidade. Durante a Guerra Civil Russa, os líderes do Movimento Branco continuaram a concedê-la a militares de patentes inferiores.
Abolida após a Revolução Russa juntamente com outras honrarias imperiais, só foi restabelecida após o fim da União Soviética. Em 2 de março de 1992, o Presidium do Soviete Supremo da Rússia reintroduziu oficialmente a ordem pelo decreto nº 2424-1, mas ela permaneceu sem estatuto ou descrição até o ano 2000. Apesar de uma crença comum, a Cruz de São Jorge não foi "legalizada" pelo governo soviético nem oficialmente permitida para uso pelos militares do Exército Vermelho. Após o início da Grande Guerra Patriótica, foram mobilizadas muitas pessoas de idade mais avançada, entre as quais havia veteranos da Primeira Guerra Mundial condecorados com a Cruz de São Jorge. Esses militares usavam suas condecorações por iniciativa própria, sem que ninguém os impedisse, e desfrutavam de legítimo respeito no meio militar.

## História

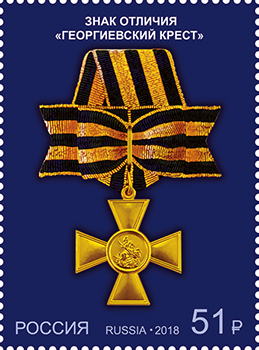
A insígnia da Cruz de São Jorge em um selo postal russo de 2018 da série "Prêmios Estatais da "

A Ordem de São Jorge foi restaurada na Rússia em 1992. O Decreto do Presidium do Soviete Supremo da Rússia n.º 2424-I, de 2 de março de 1992, “Sobre as condecorações estatais da Federação da Rússia”, estabeleceu:
| “ | …restaurar a ordem militar russa de São Jorge e a insígnia ‘Cruz de São Jorge’. | ” |

Esse decreto foi aprovado pela Resolução do Soviete Supremo da Rússia n.º 2557-I, de 20 de março de 1992, intitulada “Sobre a aprovação do Decreto do Presidium do Soviete Supremo da Federação da Rússia ‘Sobre as condecorações estatais da Federação da Rússia’”.
Pelo decreto do presidente da Rússia de 8 de agosto de 2000, n.º 1463, “Sobre a aprovação do Estatuto da Ordem de São Jorge, do Regulamento da insígnia — Cruz de São Jorge e das suas descrições”, foram aprovados o regulamento e a descrição da Cruz de São Jorge.
Pelo decreto do presidente da Rússia de 12 de agosto de 2008, n.º 1205, “Sobre alterações em alguns atos do presidente da Federação da Rússia sobre condecorações estatais da Federação da Rússia”, foram modificados os critérios para a concessão da cruz.
Em 19 de novembro de 2021, pelo decreto do presidente da  nº 665, a denominação oficial da condecoração foi estabelecida como “Insígnia da Ordem de São Jorge — a Cruz de São Jorge”.

## Estatuto
Até 2010, a Cruz de São Jorge era concedida a militares entre soldados, marinheiros, sargentos, subtenentes e aspirantes pelos seguintes méritos:
- feitos e distinções em combates na defesa da Pátria diante de agressão externa, que servissem de exemplo de bravura, abnegação e excelência militar (desde 2000)[4]
- feitos e distinções em ações militares em território de outros Estados para manutenção ou restauração da paz e segurança internacionais, que servissem de exemplo de bravura, abnegação e excelência militar (desde 2008)[5]

Em 2010, os oficiais subalternos foram excluídos da lista de possíveis agraciados:
| “ | A Insígnia da Cruz de São Jorge é concedida a militares entre soldados, marinheiros, sargentos, subtenentes e aspirantes por feitos e distinções em combates na defesa da Pátria, bem como por feitos e distinções em ações militares em território de outros Estados para manutenção ou restauração da paz e segurança internacionais, que sirvam de exemplo de bravura, abnegação e excelência militar. | ” |
A condecoração é concedida apenas de forma sequencial, da classe mais baixa à mais alta.
A concessão pode ser feita postumamente.

## Classes
A Cruz de São Jorge possui 4 classes:
1. Insígnia da Ordem de São Jorge — a Cruz de São Jorge de 1.ª classe
2. Insígnia da Ordem de São Jorge — a Cruz de São Jorge de 2.ª classe
3. Insígnia da Ordem de São Jorge — a Cruz de São Jorge de 3.ª classe
4. Insígnia da Ordem de São Jorge — a Cruz de São Jorge de 4.ª classe

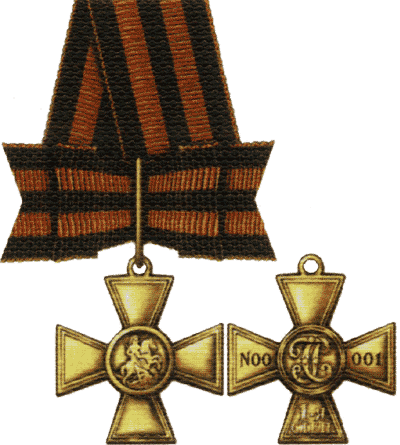
Distintivo de 1.ª classe
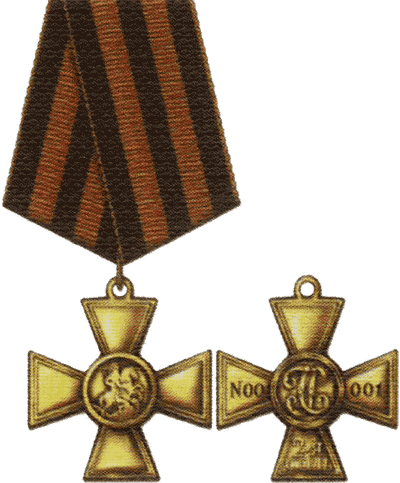
Distintivo de 2.ª classe
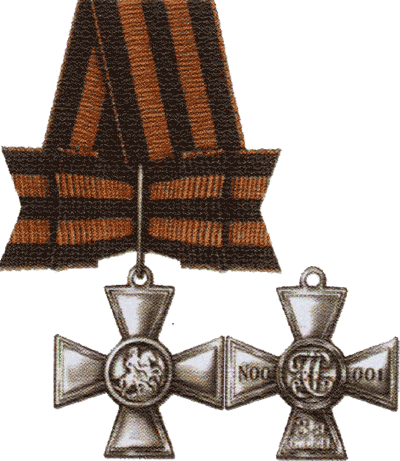
Distintivo de 3.ª classe
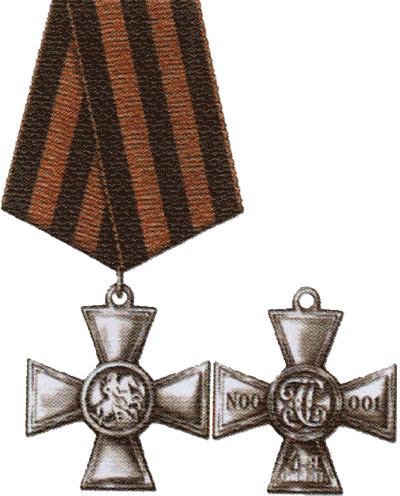
Distintivo de 4.ª classe
Barreta da 1.ª classe
Barreta da 2.ª classe
Barreta da 3.ª classe
Barreta da 4.ª classe

## Descrição

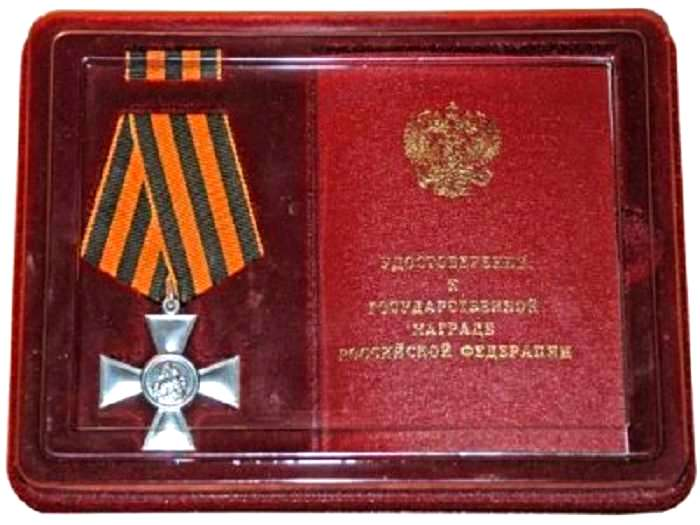
Cruz de São Jorge de 4.ª classe com certificado

A insígnia consiste em uma cruz grega de braços iguais, com extremidades alargadas, feita de prata com douração (para as 1.ª e 2.ª classes) e sem douração (para as 3.ª e 4.ª classes). No centro da cruz há um medalhão circular. Nas bordas da cruz e ao redor do medalhão há uma moldura estreita e em relevo. No anverso do medalhão está representada em relevo a figura de São Jorge voltado para a direita, matando um dragão com uma lança. No reverso do medalhão há um monograma em relevo da Ordem de São Jorge formado pelas letras entrelaçadas «СГ» (SG).
No verso da cruz, nas extremidades horizontais, está gravado o número de série. Na extremidade inferior da cruz aparece a inscrição: «1-я степ.» (1.ª classe; 1-ya step) ou «2-я степ.» (2.ª classe; 2-ya step) ou «3-я степ.» (3.ª classe; 3-ya step) ou «4-я степ.» (4.ª classe; 4-ya step). A distância entre as extremidades da cruz é de 34 mm.
É usada sobre uma base pentagonal coberta por uma fita de moiré de seda com 24 mm de largura. Para as cruzes de 1.ª e 3.ª classes, é colocado um laço com as cores da Ordem de São Jorge na base.

## Regras de uso
As cruzes são usadas no lado esquerdo do peito e posicionadas à esquerda das ordens, antes das medalhas.
Os condecorados com múltiplas insígnias usam-nas em sequência, conforme a ordem decrescente das classes. Quando usadas em forma de fitas sobre barretes, elas são colocadas em ordem decrescente após as fitas das ordens. A altura da barreta é de 8 mm e a largura da fita é de 24 mm.

## Prêmios

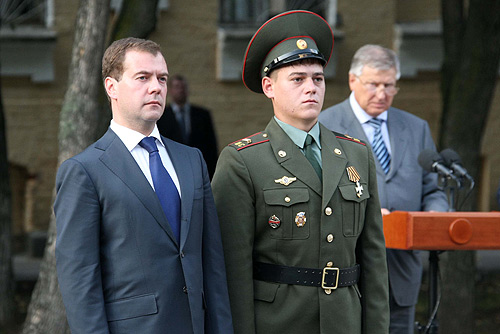
O presidente russo Dmitri Medvedev e um sargento júnior premiado com a 4.ª classe. Vladikavkaz, 18 de agosto de 2008

As primeiras condecorações ocorreram em 2008, quando foram agraciados militares que se destacaram durante a guerra na Geórgia, em agosto daquele ano.
Em 15 de agosto de 2008, o presidente da Rússia, Dmitri Medvedev, emitiu um decreto “Sobre a concessão de condecorações estatais da Federação da Rússia a militares das Forças Armadas da Federação da Rússia”, pelo qual, por coragem e heroísmo demonstrados no cumprimento do dever militar na região do Cáucaso do Norte, concedeu a Cruz de São Jorge de 4.ª classe a 11 militares (sargentos-juniores Sergei Adushkin, Sergei Alekseev, Atsamaz Kelokhsaev, Sergei Polushkin, Rustam Iunusov, soldados Taras Bajenov, Aleksandr Krupchatnikov, Farid Mustafin, Nail Nurgaliev, Nikolai Revin, Dmitri Suvorov). No total, 263 pessoas foram condecoradas com a Cruz de São Jorge.
Pela participação na operação na Síria, pelo menos dois militares receberam a Cruz de São Jorge de 4.ª classe (sargentos-juniores Oleg Baranov e Aleksandr Anshukov).
Em março de 2022, militares russos foram condecorados com a Cruz de São Jorge de 4.ª classe por feitos em combate durante a invasão da Rússia à Ucrânia.
Em junho de 2023, a Cruz de São Jorge de 2.ª classe foi entregue ao sargento-júnior Evgeny Vasilievich Rochev, já anteriormente condecorado com as cruzes de 3.ª e 4.ª classes.

## Prêmios com a mesma imagem
No sistema de condecorações civis existem diversas medalhas que, externamente, são idênticas à Cruz de São Jorge. Organizações públicas e empresas especializadas na produção e venda de medalhas e insígnias frequentemente utilizam o formato consagrado da Cruz de São Jorge e da fita de São Jorge no desenvolvimento de seus próprios produtos.
Por exemplo, a organização regional sem fins lucrativos "Fundo Nacional de Condecorações" realizava a “concessão” de suas próprias medalhas a cidadãos, baseando-se em uma cópia exata da Cruz de São Jorge. Isso levou a um alerta oficial emitido pela promotoria de São Petersburgo em 2011. Apesar disso, a organização continuou distribuindo suas condecorações até ser encerrada em 2013.
Outra medalha, visualmente semelhante à Cruz de São Jorge, foi criada pela organização "União Patriótica-Militar" por ocasião dos 200 anos da instituição da cruz original.

Em 29 de maio de 2014, a República Popular de Donetsk instituiu suas próprias Cruzes de São Jorge. Essas tinham quatro classes e aparência idêntica às russas, diferenciando-se apenas pela inscrição “DNR” («ДНР») no reverso. Além disso, em algumas unidades voluntárias da RPD foram registrados casos de condecorações com cruzes diferentes das oficiais da república, sem indicação de classe e com aparência distinta — apresentando letras em relevo “D”, “N”, “R” nas extremidades da cruz no anverso. Essas condecorações podem ser equiparadas às de caráter civil.[carece de fontes?]